# Pulchrenicodes univittatus
Pulchrenicodes univittatus är en skalbaggsart som först beskrevs av Fauvel 1906.  Pulchrenicodes univittatus ingår i släktet Pulchrenicodes och familjen långhorningar. Inga underarter finns listade i Catalogue of Life.